# Luis Antonio Belluga y Moncada
Luis Antonio Belluga y Moncada, C.O. (Motril, 30 de novembro de 1662 – Roma, 22 de fevereiro de 1743) foi um cardeal espanhol da Igreja Católica, foi bispo de Cartagena e Camerlengo do Sacro Colégio dos Cardeais.

## Biografia
Nasceu em Motril em 30 de novembro de 1662, Motril, na jurisdição da Arquidiocese de Granada. De família nobre, era filho de Luis de Belluga y Moncada e María Francisca del Castillo, mas ficou órfão muito jovem. Ele também está listado como Lluís Belluga i de Montcada; e seu primeiro nome como Lodovico ou Luigi e como Luiz.
Fez sua instrução primária com seu tio Luis Belluga y Mortara, beneficiário da paróquia de Motril e com os Mínimos de São Francisco de Paula. Recebeu a tonsura eclesiástica e foi estudar no Colégio Maior de Santiago de Granada em 1676 (filosofia e teologia) e no Colegio Mayor de Santa María de Jesús de Sevilha, onde obteve o doutorado em teologia em 1686.
Foi ordenado padre em 22 de fevereiro de 1687. Tornou-se juiz e examinador sinodal na diocese de Córdova, cônego lectoral do cabido da Catedral de Zamora em 1687 e da Catedral de Córdova, por oposição com voto unânime, entre 1689 e 1705. Foi também fundador e superior da Congregação do Oratório de São Filipe Neri em Córdoba.
Foi eleito bispo de Cartagena em 9 de fevereiro de 1705, sendo consagrado no domingo 19 de abril de 1705, na Capela do bispo de Córdova, o cardeal Pedro de Salazar Gutiérrez de Toledo, O. de M., bispo de Córdoba. Por motivos religiosos apoiou o rei Felipe V na Guerra da Sucessão Espanhola. Em carta pastoral, de 1705, ele fundamentava a obediência devida ao rei e sua posição causou um debate acalorado. A guerra afetou Múrcia em 1706, e quando ele soube que as tropas do arquiduque Carlos haviam profanado igrejas em Alicante, agindo contra seu temperamento pacífico, formou uma milícia e montado a cavalo e com um crucifixo na mão, exortou os fiéis a defenderem-se "dos inimigos de nossa Santa Fé, defendam suas igrejas e não as vejam profanadas".
Em fevereiro de 1706, o rei Felipe V nomeou-o vice-rei de Valência, cargo que aceitou a contragosto e ao qual renunciou em abril de 1707. Apresentou-se no campo da Batalha de Almansa em 1707. Em 1709, o Papa Clemente XI reconheceu o arquiduque como rei dos territórios ocupados na Espanha e o rei Felipe V rompeu relações com Roma e limitou a liberdade religiosa no reino. O bispo Belluga y Moncada, apesar de seu afeto e lealdade ao rei, defendeu os direitos da igreja em um memorial datado de 16 de novembro de 1709. Também se opôs a suas políticas monarquistas e a seus ministros franceses. Em Vega Baja del Segura, a partir de 1715, fundou as cidades de Dolores, San Felipe e San Fulgencio. Recusou as dioceses de Córdova e Saragoça e, por mandato do Papa Clemente XI, acabou por aceitar o cardinalato.
Foi criado cardeal no consistório de 29 de novembro de 1719, pelo Papa Clemente XI. Recebeu o chapéu vermelho em 10 de junho de 1721 e o título de cardeal-presbítero de Santa Maria na Traspontina em 16 de junho de 1721. A bula papal Apostolici ministerii, de 1723, sobre a reforma tridentina na Espanha, foi chamada de Bellugana por sua contribuição à sua composição.
Após o conclave de 1724, permaneceu em Roma, onde passou a residir. Renunciou ao governo da diocese em 11 de setembro de 1724. Optou pelo título de Santa Priscila, em 20 de fevereiro de 1726, em julho do mesmo ano foi nomeado cardeal protetor da Espanha. Tornou-se Camerlengo do Sacro Colégio dos Cardeais, cargo que desempenhou de 26 de janeiro de 1728 até 7 de fevereiro de 1729. Pró-ministro da Espanha perante a Santa Sé por morte do cardeal Cornelio Bentivoglio, de janeiro de 1733 até abril de 1734.
Optou pelo título de Santa Maria além do Tibre, 16 de dezembro de 1737, e pelo título de Santa Praxedes, em 3 de setembro de 1738.

### Conclaves
- Conclave de 1721 - não participou da eleição do Papa Inocêncio XIII
- Conclave de 1724 - participou da eleição do Papa Bento XIII
- Conclave de 1730 - participou da eleição do Papa Clemente XII
- Conclave de 1740 - participou da eleição do Papa Bento XIV

### Ordenações episcopais
O cardeal Belluga y Moncada foi o principal sagrante de:
- Rodrigo Marín y Rubio (1709)
- Diego Muñoz Baquerizo (1714)
- Diego de Astorga y Céspedes (1716)
- Tomás Ratto Ottonelli (1731)
- Stanislao Poliastri (1738)

Foi também o consagrante de:
- Jerónimo del Valle Ledesma (1715)

## Morte
Morreu em Roma em 22 de fevereiro de 1743. Foi velado na igreja de Santa Maria in Vallicella, onde ocorreu a capella papalis em 25 de fevereiro de 1743 e foi sepultado na capela de San Carlo nessa mesma igreja. Seu epitáfio foi redigido pelo Papa Bento XIV.